# マニュエル・フェラーラ
マニュエル・フェラーラ（Manuel Ferrara, 1975年11月1日 - ）は、フランスのポルノ男優。

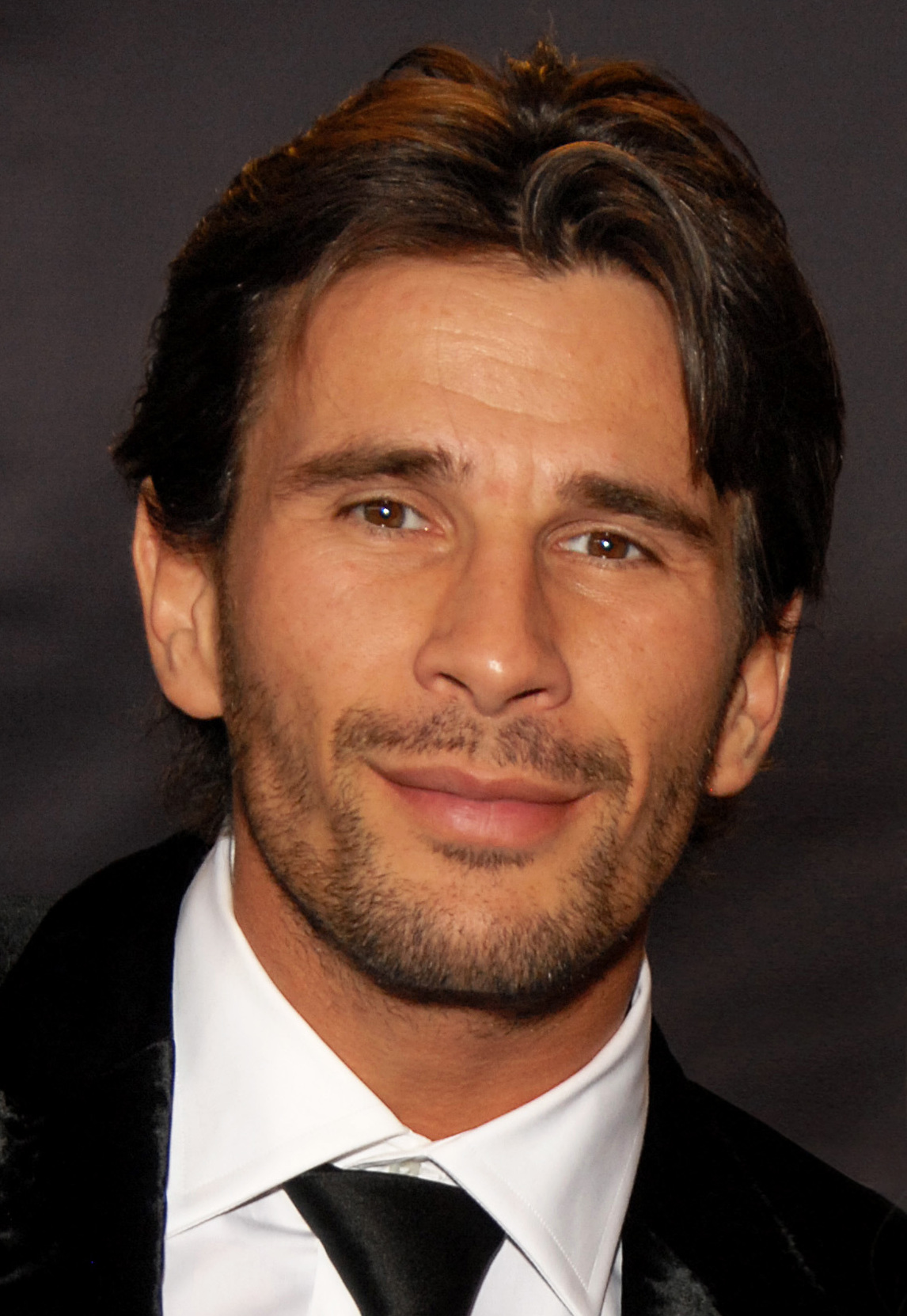
マニュエル・フェラーラ

## 生い立ち
フェラーラはフランスのル・ランシーで生まれ、その近くのガニーで育った。フランス人の父とスペイン人の母の間に生まれた。父親は電気技師で、母親はフランスに移住してきた掃除婦であった。父親はフェラーラが17歳の時に亡くなっている。彼は、P.E.の先生になるために勉強していた。

## 私生活
フェラーラは、2005年1月にポルノ女優のDana Vespoliと結婚した。しかし、7年後には離婚した。2人の間には3人の息子がいる。フェラーラには現在のパートナーであるアメリカ人ポルノ女優のケイデン・クロスとの間に娘がいる。彼の母親はCOVID-19により2021年3月に死亡している。